# Палатуччи, Джованни
Джованни Палатуччи (1909—1945) — итальянский полицейский офицер, с 1937 года начальник полиции Фиуме, по одним данным спас несколько тысяч евреев от депортации в нацистские лагеря смерти. Праведник мира (Яд Вашем, 1990). По другим — коллаборационист, способствовавший геноциду евреев и осуждённый за хищения и измену.

## Биография
Джованни Палатуччи родился в 1909 году в Монтелла, провинции Авеллино в регионе Кампания.
Когда Джованни завершил базовое образование и прошёл военную службу, он поступил в Туринский университет на отделение права и закончил его в 1932 году. В 1935 году он стал адвокатом и вскоре после этого он отправился в Рим, где прошёл курс обучения на квалификацию в области государственного управления. В 1937 году он был отправлен в Фиуме, город в Северной Италии (в настоящее время — город Риека в Хорватии), где он возглавил отдел по регистрации иностранцев.
По данным, представленным на присвоение звания праведника, после начала преследований евреев Палатуччи подделывал и выдавал евреям документы, пересылал их в другую провинцию и помогал находить контакты с Сопротивлением. Когда о его деятельности стало известно, его друг (швейцарский дипломат) предложил ему свободный выезд из страны, но он отправил вместо себя свою молодую невесту-еврейку.
По документам, обнаруженным в 2013 году, Палатуччи в течение шести лет был «сознательным исполнителем расовых законов» и способствовал депортации и смерти евреев своего города.
В 1943 году Италия вышла из войны и большая часть её территории была оккупирована вермахтом. В 1944 году Палатуччи был арестован и приговорён к смерти. Приговор был заменен на заключение.
Джованни Палатуччи умер в Дахау (по разным версиям от истощения или был застрелен) за несколько недель до освобождения лагеря союзниками.

## Награды
- Золотая медаль «За гражданские заслуги» (15 мая 1995, посмертно[3])